# Sofia Henriksson
Sofia Henriksson est une fondeuse suédoise, née le 20 février 1994.

## Biographie
En 2011, au Festival olympique de la jeunesse européenne, elle monte sur trois podiums : or au 7,5 kilomètres classique, argent au sprint classique et bronze au cinq kilomètres libre.
Aux Mondiaux junior 2012, elle est médaillée d'argent au relais.
Aux Mondiaux junior 2013, elle est médaillée d'or au relais.
Aux Mondiaux junior 2014, en plus d'un nouveau titre en relais, elle remporte l'argent sur le cinq kilomètres classique.
Elle fait ses débuts en Coupe du monde en novembre 2014 à Ruka. Sur le dix kilomètres classique, elle se classe douzième et récolte ses premiers points. Sur ce même format de course, elle obtient son premier top 10 le mois suivant à Davos (9e).

## Palmarès

### Coupe du monde
- Meilleur classement général : 70e en 2015.
- Meilleur résultat individuel : 9e.
- 1 podium par équipes : 1 troisième place.

Dernière mise à jour le 22 janvier 2017.